# Svenska cupen i fotboll för damer
Svenska cupen i fotboll för damer (marknadsfört som Svenska Cupen damer) är en årlig cupturnering i fotboll. Den är öppen för klubblag inom damfotboll i Sverige. Turneringen har arrangerats sedan 1981.
Rätt att delta i cupen har samtliga klubbar i Damallsvenskan, Elitettan, samt 44 lag som utses av distrikten. 
Sedan 2010 får vinnarna av cupfinalen motta vandringspriset Susanne Erlandssons pokal, uppkallad efter mångåriga SvFF-ledamoten och tidigare landslagsspelaren Susanne Erlandsson.

## Historik
Åren 1981–1996 kallades turneringen officiellt för Folksam Cup. Premiäråret vann Jitex BK, som i finalen besegrade Hammarby IF med 5–3 efter straffsparksläggning.
1998–2000 spelades turneringen höst–vår. Övriga säsonger har turneringen spelats vår–höst, fram till och med 2012. Sedan 2013/2014 har turneringen återigen spelats höst–vår. På grund av omläggningarna så spelades ingen cup med final åren 1998 och 2013.

## Finaler och cupsegrare
| Säsong    | Spelplats                           | Spelplats                           | Vinnare                             | Tvåa                                | Resultat                            |
| Säsong    | Arena                               | Ort                                 | Vinnare                             | Tvåa                                | Resultat                            |
| --------- | ----------------------------------- | ----------------------------------- | ----------------------------------- | ----------------------------------- | ----------------------------------- |
| 1981      | Söderstadion                        | Stockholm                           | Jitex BK                            | Hammarby IF                         | 5–3                                 |
| 1982      | Råsunda                             | Solna                               | Jitex BK                            | Hammarby IF                         | 4–1                                 |
| 1983      | Råsunda                             | Solna                               | Sunnanå SK                          | Hammarby IF                         | 2–0                                 |
| 1984      | Svanängens IP                       | Skå                                 | Jitex BK                            | Alnö IF                             | 5–2                                 |
| 1985      | Idrottsparken                       | Norrköping                          | Öxabäcks IF                         | Gais                                | 2–0                                 |
| 1986      | Borås                               | Borås                               | Öxabäcks IF                         | Sunnanå SK                          | 1–0                                 |
| 1987      | Råsunda                             | Solna                               | Öxabäcks IF                         | Jitex BK                            | 1–0                                 |
| 1988      | Norrköping                          | Norrköping                          | Öxabäcks IF                         | Mallbackens IF                      | 1–0                                 |
| 1989      | Borås                               | Borås                               | Öxabäcks IF                         | Jitex BK                            | 2–1                                 |
| 1990      | Borås                               | Borås                               | Malmö FF                            | Öxabäcks IF                         | 3–0                                 |
| 1991      | Borås                               | Borås                               | Öxabäck/Mark IF                     | Gideonsbergs IF                     | 3–2                                 |
| 1992      | Borås                               | Borås                               | Älvsjö AIK                          | Gideonsbergs IF                     | 2–1                                 |
| 1993      | Borås                               | Borås                               | Gideonsbergs IF                     | Älvsjö AIK                          | 4–1                                 |
| 1994      | Tyresö kommun                       | Tyresö kommun                       | Hammarby IF                         | Gideonsbergs IF                     | 2–1                                 |
| 1995      | Tyresö kommun                       | Tyresö kommun                       | Hammarby IF                         | Älvsjö AIK                          | 1–0                                 |
| 1996      | Täby kommun                         | Täby kommun                         | Älvsjö AIK                          | Bälinge IF                          | 2–1                                 |
| 1997      | Eskilstuna                          | Eskilstuna                          | Malmö FF                            | Sunnanå SK                          | 2–1                                 |
| 1998/1999 | Tyresö kommun                       | Tyresö kommun                       | Älvsjö AIK                          | Djurgårdens IF                      | 2–1                                 |
| 1999/2000 | Enskede IP                          | Enskede                             | Djurgårdens IF                      | Älvsjö AIK                          | 3–1                                 |
| 2000/2001 | Studenternas IP                     | Uppsala                             | Umeå IK                             | Djurgårdens IF                      | 2–1                                 |
| 2002      | Råsunda                             | Solna                               | Umeå IK                             | Kopparbergs/Landvetter              | 3–0                                 |
| 2003      | Råsunda                             | Solna                               | Umeå IK                             | Malmö FF                            | 1–0                                 |
| 2004      | Råsunda                             | Solna                               | Djurgården/Älvsjö                   | Umeå IK                             | 2–1                                 |
| 2005      | Råsunda                             | Solna                               | Djurgården/Älvsjö                   | Umeå IK                             | 3–1                                 |
| 2006      | Gammliavallen                       | Umeå                                | Linköpings FC                       | Umeå IK                             | 3–2                                 |
| 2007      | Skytteholms IP                      | Solna                               | Umeå IK                             | AIK                                 | 4–3                                 |
| 2008      | Folkungavallen                      | Linköping                           | Linköpings FC                       | Umeå IK                             | 1–0 (e.fl)                          |
| 2009      | Folkungavallen                      | Linköping                           | Linköpings FC                       | Umeå IK                             | 2–0                                 |
| 2010      | Kristinebergs IP                    | Stockholm                           | KIF Örebro                          | Djurgårdens IF                      | 4–1                                 |
| 2011      | Valhalla IP                         | Göteborg                            | Kopparbergs/Göteborg                | Tyresö FF                           | 2–2 (e.fl) (5–4 e.str)              |
| 2012      | Valhalla IP                         | Göteborg                            | Kopparbergs/Göteborg                | Tyresö FF                           | 2–1 (e.fl)                          |
| 2013/2014 | Linköping Arena                     | Linköping                           | Linköpings FC                       | Kristianstads DFF                   | 2–1                                 |
| 2014/2015 | Linköping Arena                     | Linköping                           | Linköpings FC                       | FC Rosengård                        | 2–0                                 |
| 2015/2016 | Malmö IP                            | Malmö                               | FC Rosengård                        | Linköpings FC                       | 3–1                                 |
| 2016/2017 | Linköping Arena                     | Linköping                           | FC Rosengård                        | Linköpings FC                       | 1–0                                 |
| 2017/2018 | Malmö IP                            | Malmö                               | FC Rosengård                        | Linköpings FC                       | 1–0                                 |
| 2018/2019 | Valhalla IP                         | Göteborg                            | Kopparbergs/Göteborg                | Kristianstads DFF                   | 2–1                                 |
| 2019/2020 | inställt på grund av coronapandemin | inställt på grund av coronapandemin | inställt på grund av coronapandemin | inställt på grund av coronapandemin | inställt på grund av coronapandemin |
| 2020/2021 | Bravida Arena                       | Göteborg                            | BK Häcken                           | Eskilstuna United                   | 3-0                                 |
| 2021/2022 | Malmö IP                            | Malmö                               | FC Rosengård                        | BK Häcken                           | 2–1 (e.fl)                          |
| 2022/2023 | Tele2 Arena                         | Stockholm                           | Hammarby IF                         | BK Häcken                           | 3–0                                 |
| 2023/2024 | Bravida Arena                       | Göteborg                            | Piteå IF                            | BK Häcken                           | 1–0                                 |
| 2024/2025 | 3Arena                              | Stockholm                           | Hammarby IF                         | IFK Norrköping DFK                  | 2–0                                 |

### Svenska cupmästare
| Klubb            | Titlar | Årtal                              |
| ---------------- | ------ | ---------------------------------- |
| Öxabäck/Mark IF1 | 6      | 1985, 1986, 1987, 1988, 1989, 1991 |
| FC Rosengård2    | 6      | 1990, 1997, 2016, 2017, 2018, 2022 |
| Linköpings FC    | 5      | 2006, 2008, 2009, 2014, 2015       |
| Umeå IK          | 4      | 2001, 2002, 2003, 2007             |
| BK Häcken3       | 4      | 2011, 2012, 2019, 2021             |
| Hammarby IF      | 4      | 1994, 1995, 2023, 2025             |
| Jitex BK         | 3      | 1981, 1982, 1984                   |
| Älvsjö AIK       | 3      | 1992, 1996, 1999                   |
| Djurgårdens IF4  | 3      | 2000, 2004, 2005                   |
| Sunnanå SK       | 1      | 1983                               |
| Gideonsbergs IF  | 1      | 1993                               |
| KIF Örebro       | 1      | 2010                               |
| Piteå IF         | 1      | 2024                               |

Noter i tabell:
^1 . Öxabäck/Mark IF inkluderar titlar tagna under namnet Öxabäcks IF fram till och med 1989.
^2 . FC Rosengård inkluderar titlar som togs av Malmö FF 1990 och 1997.
^3 . BK Häcken inkluderar titlar som togs av Kopparbergs/Göteborg FC fram till och med 2019.
^4 . Djurgårdens IF inkluderar titlar tagna som Djurgården/Älvsjö 2004 och 2005.

## Sändningsrättigheter
Direktsändning av matcher från Svenska Cupen:
- 1992 - 1995: SVT(1991 eftersändning)(Källa Vestmanlands läns tidnings TV-sida för de åren)
- 2001 – 2005: Kanal 5
- 2006 – 2011: TV4
- 2012 – 2015: SVT [8]
- 2018: TV12